# Espai (matemàtiques)
|  | Per a altres significats, vegeu «espai (desambiguació)». |

Esquema dels tipus d'espai abstracte. La fletxa implica és també un tipus de. Per exemple, un espai vectorial normat és també un espai mètric.

Una jerarquia d'espais matemàtics: El producte escalar indueix una norma. La norma indueix una mètrica. La mètrica indueix una topologia.

En matemàtiques, un espai és un conjunt amb alguna estructura afegida.
Els espais matemàtics sovint formen una jerarquia, és a dir, un espai pot heretar totes les característiques d'un espai. Per exemple, tots els espais prehilbertians (és a dir espais vectorials amb producte escalar) també són espais vectorials normats, perquè el producte escalar provoca una norma en l'espai prehilbertià tal que:
{\displaystyle \|x\|={\sqrt {\langle x,x\rangle }}.}